# Москва-Внуково
Міжнародний аеропорт «Внуково» (IATA: VKO, ICAO: UUWW) — третій за величиною московський аеропорт, один з п'яти міжнародних аеропортів в Москві. Розташований у межах Москви, за 10 км на південний захід від МКАДу.
Приймає як пасажирські, так і вантажні рейси, має статус міжнародного. Аеропорт має найбільш розвинену внутрішньоросійськими рейсами маршрутну мережу серед усіх аеропортів РФ (у сезоні «Літо-2009» регулярні рейси виконувалися до 75 російських міст). Термінал «Внуково-2» використовується для обслуговування спецрейсів вищих керівників держави (в тому числі Президента та голови уряду РФ), а також керівників зарубіжних країн. Термінали «Внуково-3» використовуються для обслуговування спецрейсів уряду Москви, авіації «Роскосмос»у та бізнес-авіації.
Є хабом для перевізників: 
- Azur Air
- Gazpromavia
- I-Fly
- Pobeda
- Rossiya
- RusLine
- Utair.

## Історія
«Внуково» — один з найстаріших аеропортів Москви. Його будівництво було розпочато у 1937, причиною послужила перевантаженість Центрального летовища на Ходинському полі (створеного у 1922) та аеропорту Биково (створеного у 1936). Перша черга споруд аеропорту була введена в експлуатацію 2 липня 1941. Під час Другої світової війни на базі Внуково була створена Московська авіагрупа особливого призначення.
Після закінчення війни, у вересні 1945 року було ухвалено рішення про перенесення основного московського цивільного аеропорту з летовища імені М. В. Фрунзе на Ходинському полі у Внуково.
Внуково має особливий статус — понад 60 років аеропорт здійснює обслуговування рейсів повітряних суден вищих посадових осіб країни, глав іноземних держав та урядів, які прибувають до Росії.
У 1993 році розпорядженням Держкоммайна Росії на базі Внуківского виробничого об'єднання цивільної авіації були створені акціонерні товариство відкритого типу «Аеропорт Внуково», згодом перейменоване у ВАТ «Аеропорт Внуково», та акціонерне товариство відкритого типу «Внуківські авіалінії». У 2001 році, відповідно з рішенням Уряду Москви було утворено ВАТ «Міжнародний аеропорт Внуково». 14 листопада 2003 року Президент Росії Володимир Путін підписав указ «Про передачу у власність міста Москви акцій відкритого акціонерного товариства «Аеропорт Внуково», що перебувають у федеральній власності».
На початку XXI століття уряд Москви направив значні інвестиції у розвиток аеропорту, ухваливши 3 серпня 2004 постанову «Про Концепцію розвитку аеропорту Внуково», що передбачає стратегічну програму розвитку аеропорту «Внуково» для забезпечення перевезення 20-22 млн пасажирів на рік. Зокрема, 17 квітня 2004 зданий в експлуатацію новий міжнародний термінал площею 24 тис. м², з проектною пропускною потужністю 1 200 пасажирів на годину, у листопаді 2006 року введений в експлуатацію новий пасажирський термінал центру бізнес-авіації «Внуково-3». 6 липня 2010 року перший рейс «Анапа — Москва» прийняв новий термінал «А», зведений за проєктом архітектора Леоніда Борзенкова та розрахований на обслуговування 25 млн пасажирів на рік (введена в дію перша черга нового терміналу площею 174 тис. м²; повне введення в експлуатацію терміналу загальною площею 270 тис. м² намічене на 2012 рік) . Наприкінці червня 2011 року введена в експлуатацію дворівнева естакада на привокзальній площі, що забезпечує безкоштовний під'їзд автотранспорту в зону висадки пасажирів, що відлітають.
Істотні кошти були вкладені і в аеродромне обладнання. У 2008 році  розпочав роботу новий командно-диспетчерський пункт, який обладнаний сучасною технікою. У жовтні 2009 року закінчена реконструкція ЗПС № 2, у 2011 році відбулася реконструкція ЗПС № 1. На час ремонту хрестовини пересічних під кутом смуг, з 15 квітня по 1 липня 2011 року, прийом та відправка повітряних суден з аеропорту «Внуково» були дуже обмежені, а урядовий авіазагін перебазувався до Шереметьєво.

## Аеродромний комплекс

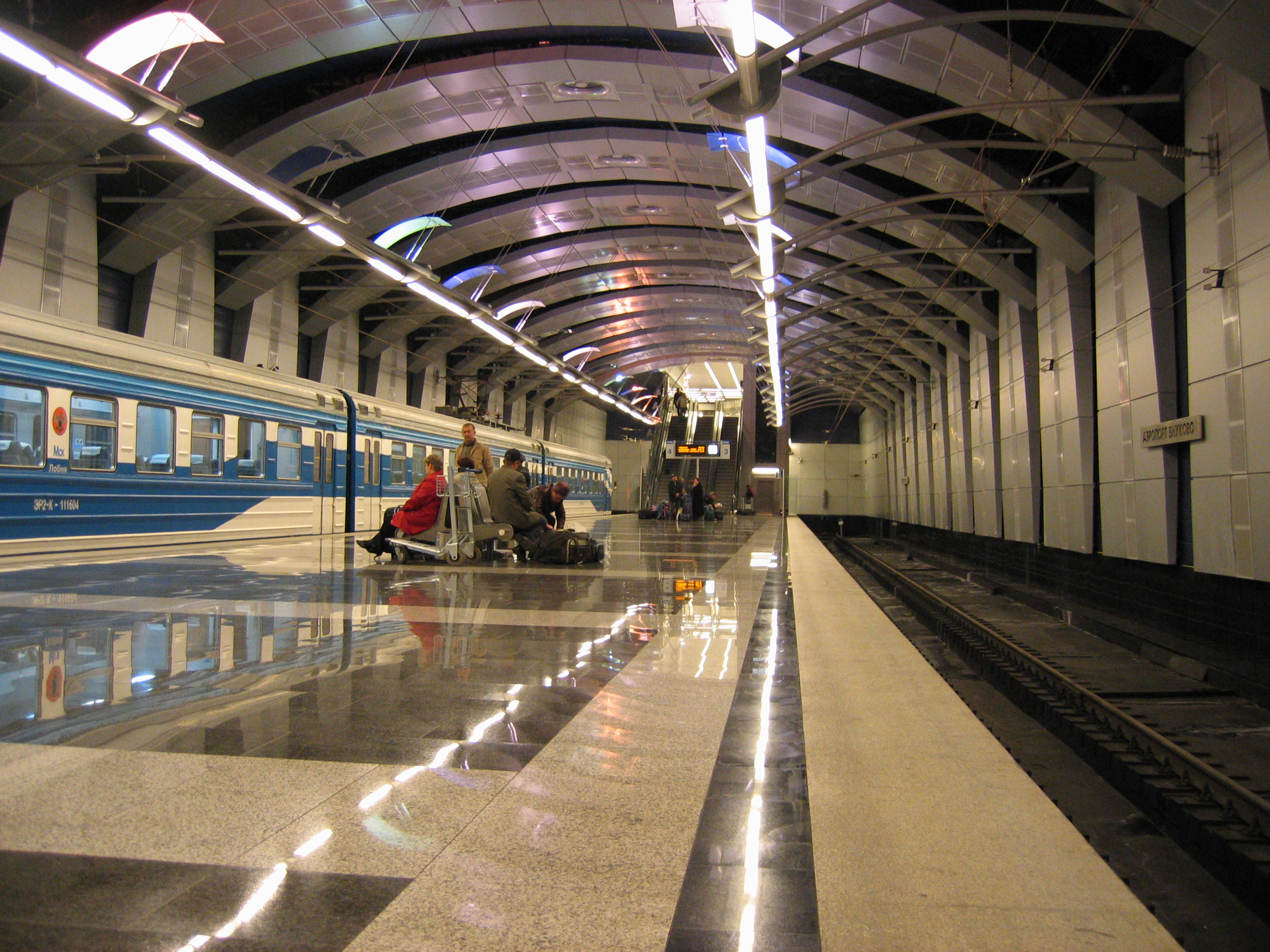
Залізнична платформа Аеропорт Внуково

До складу аеродромного комплексу Внуково входять дві пересічні злітно-посадкові смуги (ЗПС):
- ЗПС-1, 06/24, 3000*60 м, PCN 34/R/A/W/T;
- ЗПС-2, 01/19, 3060*45 м, PCN 60/F/D/X/T; верхній шар покриття — асфальтобетон.

З літнього сезону 2006 року аеропорту «Внуково» присвоєно третій (найвищий) рівень координації за класифікацією IATA. Пропускна здатність двох ЗПС — 45 зліт/посадок на годину. Режим роботи 24 години на добу. 
Аеропорт допущений до експлуатації усіх типів російських повітряних суден (Іл-96, Іл-62 — з обмеженнями за максимальною злітною масою) та інших основних типів повітряних суден:
- Airbus A300, A310, A320, A330), A340 (з обмеженнями);
- Boeing B-737, B-747, B-757, B-767, B-777;
- MD MD-11, MD-80, MD-82, а також великої кількості типів регіональних літаків та літаків бізнес-авіації.

Перрон аеродромного комплексу розрахований на стоянку більш 100 повітряних суден різних типів — від літаків ділової авіації до лайнерів типу Boeing 747 або Ан-124 «Руслан».
Аеродромний комплекс обслуговує рейси «Внуково-1» (термінали «A», «B» і «D»), урядового терміналу «Внуково-2» та Центру бізнес-авіації «Внуково-3».

## Аеровокзальний комплекс

### «Внуково-1»

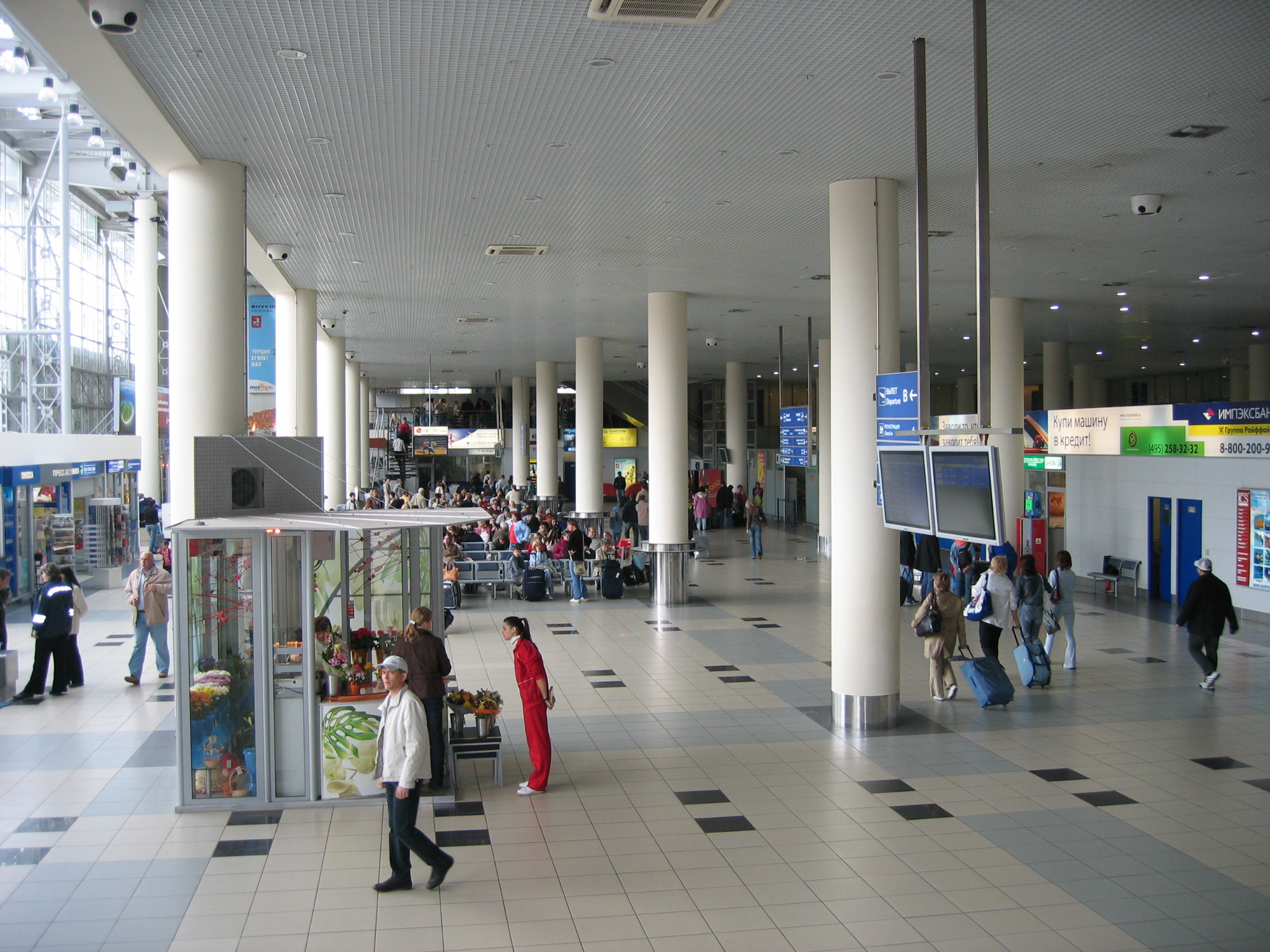
Зал чекання в міжнародному терміналі «B»

Аеровокзальний комплекс «Внуково-1» утворюють три пасажирські термінали. Термінал «А» введенний в експлуатацію у липні 2010 року і останнім часом обслуговує регулярні внутрішньоросійські та частину міжнародних рейсів, термінал «В» обслуговує міжнародні рейси, як регулярні, так і чартерні. Термінал «D», після відкриття терміналу «А», продовжує обслуговувати на приліт внутрішньоросійські рейси деяких авіакомпаній. Термінали примикають один до одного. Термінали «B» та «D» сполучаються внутрішнім переходом, окремого виходу з терміналу «D» немає. Загальна пропускна здатність аеровокзалу «Внуково-1» — близько 8 млн пасажирів на рік.
Міжнародний пасажирський термінал «B» обладнаний посадковою галереєю з шістьма телетрапами, введений в експлуатацію у квітні 2004 року. Термінал «B» загальною площею 25 тис. м² має пропускну спроможність 2 000 пасажирів в годину.
Термінал «D» внутрішніх ліній — споруда 1980-х років, реконструйований із заміною обладнання у 2004—2005 роках. Загальна площа терміналу «D» — близько 30 тис. м², пропускна здатність — 4 800 пасажирів на годину.

### «Внуково-2»

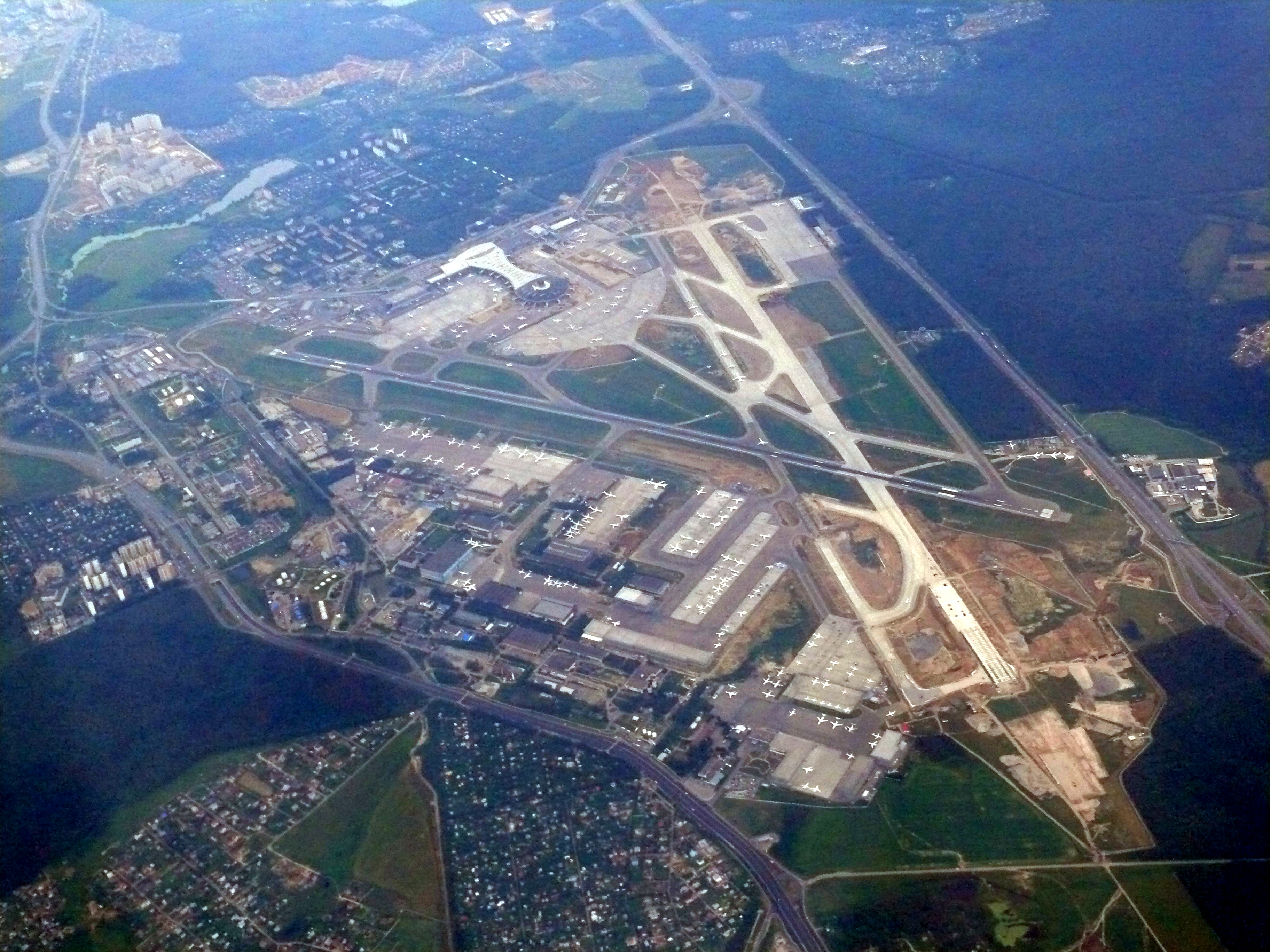
Краєвид терміналу (12 липня 2012)

За 1,5 км на південь від будівлі основного пасажирського терміналу розташовується спецтермінал «Внуково-2», що обслуговує Президента та Уряд Російської Федерації, а також керівників та представників урядів інших країн.
Офіційно аеровокзал був введений в експлуатацію 28 квітня 1963 року, але перші урядові вильоти з аеропорту «Внуково» стали відбуватися ще з 1956 року. З самого початку всі урядові перевезення здійснював «Авіаційний загін особливого призначення», останнім часом перейменований у Спеціальний льотний загін «Росія».
Під час вильотів та прильотів у «Внуково-2» глав інших держав та інших високопоставлених осіб, московське ДІБДР перекриває Київське шосе від посту ДПС розташованого на перетині шосе з МКАД до аеровокзального комплексу «Внуково-2»,  МКАД та Кутузовський проспект; також іноді перекривають Ленінський проспект. Зазвичай автошляхи закривають на декілька хвилин, але трапляються й тривалі перекриття руху: так, під час похорону першого президента РФ Бориса Єльцина у Москві через аеропорт здійснювалися польоти багатьох VIP-персон, автошляхи перекривалися на термін до 40 хвилин. Зазвичай такі заходи називають «режимом» або «спецпроїздом».
Відповідно до указу уряду Москви від 2004 року аеропорт «Внуково» повинен був бути перебудований — «Внуково-2» не став винятком: так, на території терміналу аеропорту влітку 2009 року був введений в експлуатацію новий аеровокзал та службово-технічний будинок з усіма знову підведеними комунікаціями.
За даними газети «Вєдомості», нову будівлю терміналу почали будувати у 2008 році. З боку Київського шосе вже встиг з'явитися новий паркан, який вище колишнього на 2 метри. Попередній паркан складався з металевої решітки, через нього проїжджаючи автомагістраллю автомобілісти мали можливість розгледіти за деревами будівлю терміналу. Сучасний паркан зроблений з листового металу та розташований на бетонному ростверку — нову будівлю з боку шосе нині немає можливості. Президент США Барак Обама став першим зарубіжним гостем, який у липні 2009 року скористався послугами нової будівлі терміналу «Внуково-2». Відстань від терміналу «Внуково-2» до Кремля його кортеж подолав за 15 хвилин, при цьому середня швидкість руху автомобіля президента становила близько 130 км/годину.

### «Внуково-3»
У західній частині летовища, у безпосередній близькості від Борівського шосе розташовуються декілька VIP-терміналів, об'єднаних під загальною назвою «Внуково-3»:
- Термінал «Космос», що належить Російській Ракетно-космічній корпорації «Енергія»[10], використовується для VIP-чартерів та бізнес-авіації[11].

Поряд з ним термінал «АБТ Внуково-3», введений в експлуатацію у 2000 році і  призначений для одночасного обслуговування не більше 15 VIP-пасажирів.
Термінал «VIP-порт Внуково-3», зведений у 2006 році та здатний обслуговувати до 40 пасажирів на годину.
Термінал «Внуково-3» використовується для прийому та вильоту спецрейсів делегацій уряду та гостей мерії Москви.

## Статистика

### Пасажирообіг
| Рік  | Пасажирообіг | % Зміна   |
| ---- | ------------ | --------- |
| 2010 | 9,460,292    | ▬         |
| 2011 | 8,197,162    | ▼ -13,4 % |
| 2012 | 9,699,452    | ▲ 18,3 %  |
| 2013 | 11,175,142   | ▲ 15,2 %  |
| 2014 | 12,733,118   | ▲ 14 %    |
| 2015 | 15,815,129   | ▲ 24,2 %  |
| 2016 | 13,946,688   | ▼ -11,8 % |
| 2017 | 18,139,000   | ▲ 30,1 %  |
| 2018 | 21,478,000   | ▲ 18.4 %  |

## Авіакомпанії та напрямки, (серпень 2019)

### Пасажирські
| Авіакомпанія                | Пункт призначення |
| --------------------------- | --- |
| Aeroflot                    | Сезонний чартер: Дубай |
| Aircompany Armenia          | Єреван |
| Azerbaijan Airlines         | Баку, Гянджа Сезонний: Ленкорань, Габала |
| Азимут                      | Еліста, Краснодар, Псков, Ростов-на-Дону, Сімферополь |
| Azur Air                    | Варадеро Сезонний: Канкун, Ла-Романа, Ларнака, Камрань, Санья, Тайюань Чартер: Пхукет, Тенерифе-Південний Сезонний чартер: Агадір, Анталія, Барселона, Бодрум, Бургас, Коломбо, Даламан, Джерба, Дубай, Енфіда, Газіпаша, Гоа, Іракліон, Пальма-де-Мальорка, Паттая, Фукуок, Родос, Тиват, Варна |
| Bulgaria Air                | Сезонний: Бургас |
| Buta Airways                | Баку, Гянджа |
| Ellinair                    | Салоніки Сезонний: Афіни, Ханья, Іракліон, Кавала, Патрас |
| flydubai                    | Дубай |
| FlyOne                      | Кишинів |
| Gazpromavia                 | Бованенково, Надим, Новий Уренгой, Ноябрськ, Тюмень, Уфа, Ямбург, Єкатеринбург |
| Georgian Airways            | Батумі (призупинено), Тбілісі (призупинено) |
| IrAero                      | Кизил |
| Iran Aseman Airlines        | Сезонний: Тегеран–Імам Хомейні |
| Iraqi Airways               | Багдад |
| Mahan Air                   | Тегеран–Імам Хомейні Сезонний: Мешхед |
| Nouvelair                   | Сезонний: Джерба, Монастір |
| Pobeda                      | Анталія, Астрахань, Барі, Мілан-Бергамо, Берлін-Тегель, Братислава, Катанія, Чебоксари, Кельн/Бонн, Дубай (з 4 жовтня 2019),, Ейлат-Рамон (з 22 жовтня 2019), Ейндговен, Іркутськ, Стамбул-Аеропорт, Стамбул-Сабіха Гекчен, Генуя, Жирона, Горно-Алтайськ, Гюмрі (завершення 27 жовтня 2019),, Іркутськ (з 27 жовтня 2019), Калінінград, Карлові Вари, Карлсруе/Баден-Баден, Краснодар, Красноярськ-Ємельяново, Ларнака, Лейпциг/Галле, Магас, Махачкала, Меммінген, Мінеральні Води, Мурманськ (з 27 жовтня 2019),, Нальчик (з 27 жовтня 2019), Нижньокамськ, Новосибірськ, Остенде-Брюгге, Палермо, Перм, Петрозаводськ, Піза, Рига, Рим-Ф'юмічіно, Ростов-на-Дону, Самара, Саранськ, Саратов (з 20 серпня 2019), Ст Петербург, Сургут, Тиват, Томськ, Тревізо, Уфа, Улан-Уде, Ульяновськ-Баратаєвка, Владикавказ, Волгоград, Єкатеринбург Сезонний: Аланія-Газіпаша, Анапа, Бодрум, Кальярі, Даламан, Інсбрук, Реус, Ріміні, Зальцбург, Варна |
| Rossiya Airlines            | Прага, Сочі, Санкт-Петербург Сезонний чартер: Анталія, Бангкок-Суварнабхумі, Барселона, Дубай, Гоа, Ларнака, Пафос, Пхукет, Пунта-Кана, Ріміні |
| Royal Flight                | Сезонний чартер: Анталія |
| RusLine                     | Бєлгород, Еліста, Іваново, Іжевськ, Калуга, Кіров, Курськ, Лейпциг/Галле, Липецьк, Пенза, Саратов, Тамбов, Ульяновськ–Баратаєвка, Воркута, Воронеж, Йошкар-Ола Сезонний: Паланга |
| SCAT                        | Актау, Актобе, Нур-Султан, Шимкент |
| Syrian Arab Airlines        | Дамаск |
| Tunisair                    | Сезонний: Монастір |
| Turkish Airlines            | Анкара, Анталія, Стамбул-Аеропорт |
| UTair Aviation              | Анадир, Архангельськ, Баку, Бєлгород, Берлін-Тегель, Бухара, Чебоксари, Душанбе, Фергана, Гянджа, Грозний, Калінінград, Казань, Ханти-Мансійськ, Когалим, Краснодар, Красноярськ–Ємельяново, Курган, Магас, Магнітогорськ, Махачкала, Мілан–Мальпенса, Мінеральні Води, Мінськ, Мюнхен, Мурманськ, Нахічевань, Нар'ян-Мар, Ноябрськ, Певек, Рига, Ростов-на-Дону, Санкт-Петербург, Сабетта, Самара, Самарканд, Санья, Сочі, Ставрополь, Сургут, Сиктивкар, Ташкент, Тюмень, Уфа, Усинськ, Відень, Владикавказ, Єреван Сезонний: Анапа, Білоярський, Геленджик, Іракліон, Салоніки |
| Uzbekistan Airways          | Андижан, Бухара, Фергана, Наманган, Навої, Нукус, Карші, Самарканд, Ташкент, Термез, Ургенч |
| Vologda Aviation Enterprise | Вологда |
| Wizz Air                    | Будапешт, Дебрецен, Лондон-Лутон (з 1 жовтня 2019) |
| Yakutia Airlines            | Нерюнгрі, Певек, Сочі, Якутськ |

### Вантажні
| Авіакомпанія | Пункт призначення  |
| ------------ | ------------------ |
| ATRAN        | Кельн/Бонн, Єреван |
| UPS Airlines | Кельн/Бонн         |

## Транспортне сполучення з Москвою

### Громадський транспорт

#### Станція метро«Південно-Західна»
Від станції метро «Південно-Західна» (вихід з першого вагону, в підземному переході — праворуч, з підземного переходу — ліворуч):
- курсують міські автобусні маршрутів № 611 та № 611Е (експрес). Час в дорозі — 25-30 хвилин (в «годину-пік» може досягати 60-90 хвилин). Квитки продаються у квитковій касі біля зупинки (вартість квитка придбаного безпосередньо у водія автобусу трохи дорожче ніж придбаний у касі). На цьому маршруті також діють абонементні проїзні квитки. Автобус № 611 прямує з усіма проміжними зупинками, а № 611Е — лише на зупинці Теплостанський проїзд та на ділянці Румянцево — Аеропорт. Проїзд — до зупинки «Аеропорт».

Також є можливість скористатися автобусним маршрутом № 272 до зупинки «Готель», від якої до аеропорту 150—200 м. На ділянці «станція метро «Південно-Західна» — Готель» у даного маршруту є лише одна проміжна зупинка — Місто Московський, у ранкові години (07:00—09:00) від метро і у вечірні години (17:00— 19:00) до метро додаються зупинки «Картмазово» та «Теплостанський проїзд».
Курсує маршрутне таксі № 45. Вартість проїзду — 100 рублів та 10 рублів за кожне додаткове багажне місце.
Також є можливість скористатися маршрутним таксі «селище Внуково» до зупинки «Готель». Вартість проїзду 40 рублів. Зупинка цих автобусів до станції метро  «Південно-Західна» збігається із зупинкою автобусних маршрутів № 611/611С.

### Станція метро«Теплий Стан»
Від станції метро «Теплий Стан» прямує:
- приміський автобусний маршрут № 526. На маршруті діє зональна система оплати проїзду. Час в дорозі — 100 хвилин.

### Станція метро«Київська»
Від станції метро «Київська» (вихід до Київського залізничного вокзалу):
- на привокзальній площі, у фасаді будівлі вокзалу розташований вхід до міського терміналу аеропорту (портик з колонами та написом «Аероекспрес» над входом), де розташовані квиткова каса та вихід на платформу, звідки курсують електропоїзди «Аероекспрес» до залізничної платформи Аеропорт Внуково. З Москви електропоїзди-експреси курсують щогодини, з «Внуково» — мають перерву між 12:00 та 14:00 (о 13:00 поїзд прямує без пасажирів).

У 2004 році відкрито рух поїздів-експресів від Київського вокзалу лише до залізничної платформи «Аеропорт Внуково», розташованої в стороні від аеровокзального комплексу. Від неї раніше пасажири доставлялися на автобусах. 7 серпня 2005 року було відкрито продовження лінії приблизно на 1,5 км до підземної залізничної платформи в аеропорту «Внуково». Під підпорядкування ТОВ «Аероекспрес» (дочірньої компанії ВАТ «Російські залізниці» (рос. РЖД)) лінія була передана 15 травня 2008 року.
При плануванні поїздки до аеропорту «Внуково» на поїздах «Аероекспрес» слід виїжджати з Київського вокзалу не пізніше, ніж за 1,5 години до часу вильоту рейса і не пізніше, ніж за 2 години до вильоту міжнародних рейсів.

### Станція метро«Аеропорт Внуково»
6 вересня 2023 року відкрита однойменна станція Солнцевської лінії Московського метрополітену, безпосередньо до аеровокзального комплексу «Внуково». Час в дорозі від аеропорту «Внуково» до центру Москви складає близько 40 хвилин.

## Авіаційні події
В аеропорту «Внуково» мали місце чимало подій та катастроф, зокрема: 
- 17 березня 1979 року в районі аеропорту «Внуково» розбився літак Ту-104]], що виконував рейс Москва — Одеса. У катастрофі загинули 58 осіб. В живих залишилися п'ятеро членів екіпажу та 15 пасажирів, чимало з них отримали важкі травми.
- 13 лютого 2007 року трапилася аварія літака ділової авіації Bombardier Challenger 600.
- 25 липня 2009 року зграя бездомних собак проникла на злітно-посадкову смугу та перешкоджала посадці двох пасажирських літаків, в результаті чого в роботі аеропорту стався збій[23].
- 3 січня 2010 року на пероні зіткнулися два літаки. Літак компанії «Владивосток-Авіа», що вилітав з Москви до Владивостока, при рулюванні зачепив хвіст іншого літака, що стояв на стоянці. Під час цієї події потерпілих не було.
- 13 вересня 2011 року аеробус A330-300 (бортовий номер VQ-BCW) авіакомпанії «Владивосток-Авіа» під час рулюння зачепив лівим крилом щоглу перонного освітлення. Ніхто з 299 пасажирів та членів екіпажу також не постраждав[24]
- 27 січня 2012 року не дочекавшись повної зупинки обертання гвинта, авіатехнік спробував поставити стоянкові колодки під колеса літака ATR 42. В результаті отримав удар по голові і був доставлений до медпункту. Удар був настільки сильним, що через 40 хвилин авіатехнік помер[25].

## Цікаві факти
4 грудня 2009 року 6 російських силачів на території аеропорту протягнули на сталевому ланцюзі 150-тонний літак Іл-86 на відстань 20 см, тим самим встановивши світовий рекорд.